# 迪吉里杜管
迪吉里杜管（英語：didgeridoo，/ˌdɪdʒəriˈduː/；也写为，亦有其他变体写法）是源自澳大利亚原住民的管乐器，迄今已有至少一千年的历史。迪吉里杜管通常为圆柱形或圆锥形，长度在1—3米之间，多数约为1.2米（4英尺）长。一般来说，这种乐器越长，其音高就越低；而末端有喇叭形的乐器比同样长度的无喇叭形的乐器的音调要高。吹奏迪吉里杜管时嘴唇应振动，并采用循环呼吸法，以此发出持续的鸣声。迪吉里杜管现在在世界各地使用，但仍与澳大利亚原住民音乐的联系最密切。
“迪吉里杜”这个名字并非出自澳大利亚原住民语言，可能是拟声词，该词最早出现于1908年澳大利亚的《汉密尔顿观察报》，它提及“did-gery-do（中空的竹子）”。迪吉里杜管在澳大利亚各种原住民语言中的称呼不一：阿纳姆地东北部原住民的Yolŋu语言中称这种乐器为“yiḏaki”，最近一些人称其为“mandapul”；阿纳姆地西部的Bininj Kunwok语言称其为“mako”。

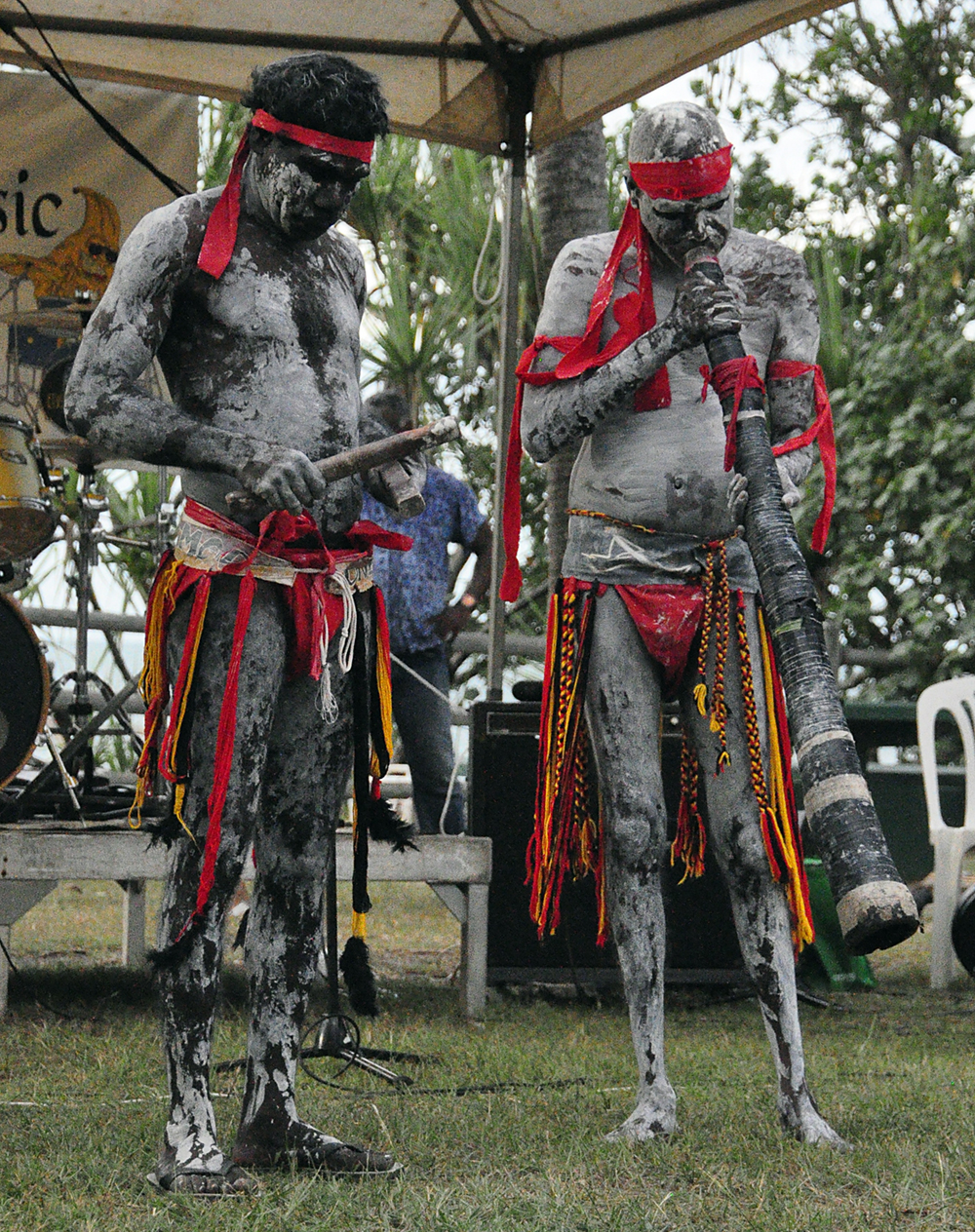
澳大利亚达尔文的表演人员演奏迪吉里杜管和clapstick